# Puliciphora obtecta
Puliciphora obtecta är en tvåvingeart som beskrevs av Meijere 1912. Puliciphora obtecta ingår i släktet Puliciphora och familjen puckelflugor. Inga underarter finns listade i Catalogue of Life.